# Relaciones Arabia Saudita-Irán
El Reino de Arabia Saudita y la República Islámica de Irán no mantienen relaciones diplomáticas después de un ataque contra la embajada saudí en Teherán, en enero de 2016 después de que Arabia Saudita ejecutase al jeque Nimr al-Nimr, un clérigo chiita. Las relaciones bilaterales entre ambos países se han tensado en varios temas geopolíticos, como las interpretaciones del Islam, las aspiraciones de liderazgo del mundo islámico, la política de exportación de petróleo y las relaciones con los Estados Unidos y otros países occidentales.
Ambos países son importantes exportadores de petróleo y gas y se han enfrentado por la política energética. Arabia Saudita, con sus grandes reservas de petróleo y una población más pequeña, tiene un mayor interés en adoptar una visión a largo plazo del mercado mundial del petróleo e incentivar a los precios moderados. Por el contrario, Irán se ve obligado a centrarse en los altos precios a corto plazo debido a su bajo nivel de vida debido a las recientes sanciones tras su guerra de una década con el Irak de Sadam Huseín y su población más numerosa.